# Bulă
El Bulă (pronunciat en romanès: [ˈbulə]) és un personatge de ficció de l'humor romanès.
El Bulă, un bufó i covard, "va néixer" durant el règim de Nicolae Ceauşescu de la Romania comunista. El nom, entre altres significats, és una deformació d'una lletra de "Pulă", un argot vulgar romanès per a "penis".
L'any 2006, la televisió romanesa va dur a terme una votació per determinar a qui el públic en general considera els 100 grans romanesos de tots els temps. Bulă va ser votat com el 59è més gran romanès.
Silvian Cenţiu, comentant el seu programa, A Transylvanian in Silicon Valley, va escriure: "Quan a San Francisco i a Nova York vaig esmentar a Bula, el personatge omnipresent de les bromes romaneses, em va alegrar sentir riure els membres del públic abans d'acabar la broma. Sabia que eren romanesos".